# エセキボ諸島＝西デメララ州
エセキボ諸島＝西デメララ州（エセキボしょとう＝にしデメララしゅう、英語: Essequibo Islands-West Demerara）あるいは第3州（Region 3）は、ガイアナ北中部の州。2012年の人口は10万7785人で、国内3位。州都はヴリード・エン・ホープ。
エセキボ川によって東西に分かれている。河口の365の島の内、ホッグ島、ワケナーム島、レグアン島の3島が属す。
エセキボ川以西はベネズエラが領有権を主張している（グアヤナエセキバ）。

## 人口
数値は国勢調査による。
- 1980年5月12日：10万4750人
- 1991年5月12日：9万5975人
- 2002年9月15日：10万3061人
- 2012年9月15日：10万7785人

## 隣接州
- 北：大西洋
- 東： デメララ＝マハイカ州
- 南： アッパー・デメララ＝ベルビセ州
- 南西： クユニ＝マザルニ州
- 西： ポメローン＝スペナーム州